# Sauvimont
Sauvimont es una comuna francesa situada en el departamento de Gers, en la región de Occitania.

## Demografía
| 72 | 58 | 49 | 37 | 42 | 39 | 66 |
| Para los censos de 1962 a 1999 la población legal corresponde a la población sin duplicidades (Fuente: INSEE [Consultar]) |    |    |    |    |    |    |